# Lietuvos futbolo federacija

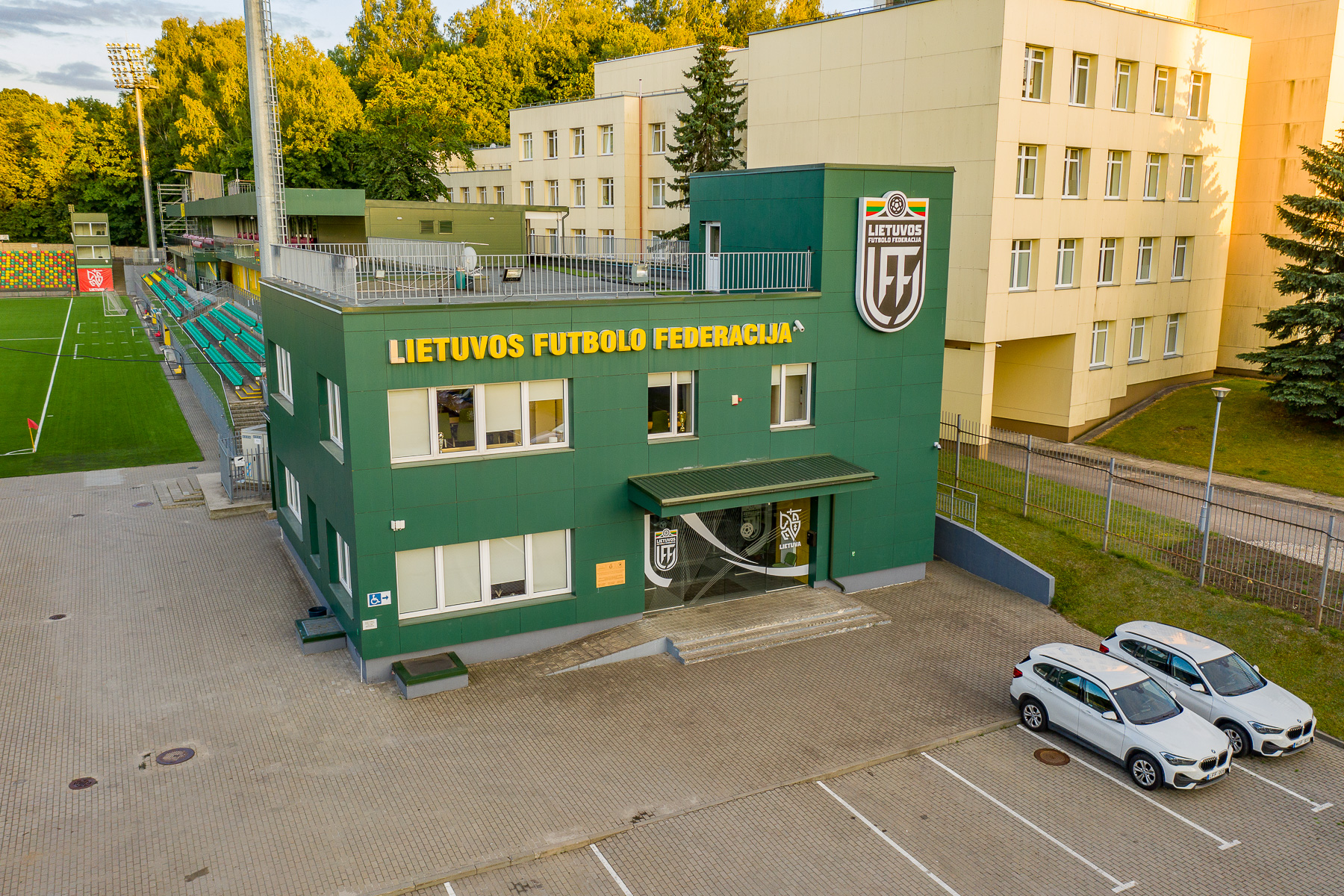
Siedziba LFF

Lietuvos futbolo federacija (pol. Litewski Związek Piłki Nożnej) – ogólnokrajowy związek sportowy działający na terenie Litwy, posiadający osobowość prawną, będący jedynym prawnym reprezentantem litewskiej piłki nożnej, zarówno mężczyzn, jak i kobiet, we wszystkich kategoriach wiekowych w kraju i za granicą. Siedziba związku mieści się w stolicy kraju Wilnie. Związek powstał w 1922, a od 1923 jest członkiem FIFA. Podczas okupacji radzieckiej Litwy został rozwiązany. Ponownie założony po odzyskaniu niepodległości w 1992.
Litewską I ligą zarządza NFKA (lit.: Nacionalinė futbolo klubų asociacija, pol.: Krajowy Związek Klubów Piłkarskich).

## Prezesi
- Vytautas Dirmeikis (23 kwietnia 1992 – 1 kwietnia 1999)
- Vytautas Zimnickas (1 kwietnia 1999 – październik 1999)
- Liutauras Varanavičius (październik 1999 – 18 marca 2012)
- Julius Kvedaras (18 marca 2012 – styczeń 2016)
- Vidmantas Butkevičius (18 maja 2017 – 30 sierpnia 2017)
- Tomas Danilevičius (30 sierpnia 2017 – 2023)
- Edgaras Stankevičius (od 2023 – )